# Brachycrotaphus elgonensis
Brachycrotaphus elgonensis är en insektsart som beskrevs av Sjöstedt 1933. Brachycrotaphus elgonensis ingår i släktet Brachycrotaphus och familjen gräshoppor. Inga underarter finns listade i Catalogue of Life.